# ووته
ووته (به لاتین: Wote) یک شهر در کنیا است که در شهرستان ماکونی واقع شده‌است. ووته ۵۶٬۴۱۹ نفر جمعیت دارد و ۱٬۱۰۰ متر بالاتر از سطح دریا واقع شده‌است.